# Centro de Innovación y Tecnología
La Fundación Centro de Innovación y Tecnología de la Universidad Politécnica de Catalunya (CIT UPC), es una entidad sin ánimo de lucro y con personalidad jurídica propia que forma parte de la UPC. Fue constituida legalmente en enero de 2011, a partir de diecinueve centros de investigación y transferencia de tecnología de la Universidad.
Cuenta con casi cuatrocientos investigadores, y su objetivo es ofrecer servicios tecnológicos para la innovación empresarial. Forma parte de la Red Tecnio de la Generalidad de Cataluña. Además cuenta con un Consejo Empresarial del que forman partes las empresas Abertis, Alstom, Aqualogy, Endesa, Indra, Ingenieros JG, Ros Roca, SEAT, Siemens_AG, Soadco y Telstar.

## Actividad
El organismo trabaja en seis ámbitos de especialización:
1. Tecnologías de la Producción
2. Tecnologías de los Materiales
3. Tecnologías de la Energía y el Medio Ambiente
4. Tecnologías Médicas
5. Tecnologías de la Información y de las Comunicaciones (TIC)
6. Tecnologías Químicas y de la Alimentación

El Centro tiene una cartera de 900 empresas colaboradoras, 100 patentes registradas y ha generado la puesta en marcha de 22 spin offs.[cita requerida]